# روروني كنشين: البداية
روروني كنشين: البداية هو فيلم ياباني مبني على مانغا تحمل نفس الاسم. الفيلم من بطولة تاكيرو ساتو، كاسومي أيرومورا ويوسوك إغوتشي. صدر الفيلم في اليابان في 4 يونيو 2021.

## روابط خارجية
روروني كنشين: البداية على موقع IMDb (الإنجليزية)
- روروني كنشين: البداية على موقع نتفليكس (الإنجليزية)
- روروني كنشين: البداية على موقع ألو سيني (الفرنسية)
- روروني كنشين: البداية على موقع قاعدة بيانات الفيلم (الإنجليزية)
- روروني كنشين: البداية على موقع ليتربوكسد (الإنجليزية)
- روروني كنشين: البداية على موقع كينوبويسك (الروسية)